# 東高止山脈

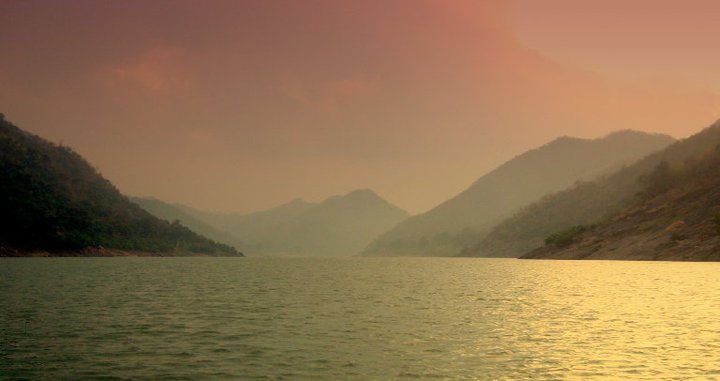

東高止山脈是印度的山脈，位於該國東岸，全長約1,500公里，橫跨奧里薩邦、安得拉邦、卡納塔克邦和泰米爾納德邦，最高點海拔高度1,680米。